# ターンアラウンド・マネジャー
ターンアラウンド・マネジャー（Turnaround Manager）とは経営学用語の一つ。経営破綻した企業あるいは経営破綻しかけている企業を再生させることを目的として経営者として登用される人材のことを言う。ターンアラウンド・マネジャーとなった人物は危機に置かれている企業を財務、組織、事業などといったあらゆる観点から企業を建て直すということになり、その担う責任は幅広い。これは2003年4月に産業再生機構が設立されたころから企業の再生を請け負う人物という意味で注目度の高まっている職業である。アメリカ合衆国では早い段階からいくつもの企業をターンアラウンド・マネジャーとして渡り歩いているような人物も存在しており、日本も今後は増加する兆しがある。